# Yvonne Nauta
Yvonne Nauta (Uitwellingerga, 21 februari 1991) is een voormalig Nederlands marathonschaatsster en langebaanschaatsster. Haar specialisatie lag binnen het allrounden en de lange afstanden, 3000 en 5000 meter.

## Biografie
Nauta reed enkele jaren voor Jong Oranje, de opleidingsploeg van de KNSB. Op 6 december 2008 maakte ze haar internationale debuut bij de wereldbeker voor junioren in Asker en haalde daar op de 1500 meter, samen met Koen Verweij, de eerste overwinningen ooit voor Nederland in deze competitie. Nauta scherpte daar eveneens het baanrecord junioren aan naar 2.12,49. Ze werd winnares van het klassement over de 3000 meter en werd tweede in het klassement over de 1500 meter.
In seizoen 2008/2009 maakte Nauta ook haar debuut op het NK Allround, waar ze de jongste deelneemster was. Ze eindigde daar op een negende plaats. Tijdens het WK junioren 2009 werd ze wereldkampioen op de 3000 meter en samen met Jorieke van der Geest en Roxanne van Hemert op de ploegenachtervolging. Op de 1500 meter en in het allroundtoernooi behaalde ze de zilveren medaille. Ze prolongeerde haar wereldtitel op de achtervolging op het WK junioren 2010, nu met Van Hemert en Lotte van Beek. Ze behaalde de zilveren medaille op de 3000 meter.
In 2010 moest Nauta vanwege haar leeftijd Jong Oranje verlaten en verhuisde naar Hofmeier. Op het NK afstanden 2011 wist Nauta zich niet in de strijd om plaatsing voor de wereldbeker te mengen. Tijdens de IJsselcup op 13 oktober 2013 wist Nauta de 3000 meter te winnen in 4.15,88; slechts vijf seconden verwijderd van haar persoonlijk record. Die tijd was tevens een nieuw baanrecord voor De Scheg. Twee weken later, op 27 oktober 2013, reed ze tijdens het NK Afstanden op de 5000 meter het bijna acht jaar oude kampioenschapsrecord van Carien Kleibeuker uit de boeken dat stond op 7.02,38. Op 27 december 2013 werd ze tijdens het Olympisch Kwalificatie Toernooi op de 3000 meter gehinderd door Linda de Vries waardoor ze in de einduitslag 0,03 seconde tekortkwam voor een derde startbewijs op de Olympische Winterspelen in Sotsji. Op 30 december weet ze zich echter wel te plaatsen op de 5000 meter.
In 2016 besloot Nauta over te stappen van Team Continu naar het Gewest Friesland waar ze werd opgevangen door Jeroen van der Lee. Met coach Gianni Romme kon ze overstappen naar Team Plantina, maar Nauta koos ervoor om aan haar basis te werken. In seizoen 2016/2017 wist ze zich via het NK Afstanden te plaatsen voor het EK allround en de 3000 meter op de WK afstanden. In het seizoen 2017/2018 kwam Nauta uit namens Team LottoNL-Jumbo onder leiding van Jac Orie, maar nog geen maand later kwam ze tijdens een training verkeerd terecht en liep daarbij meerdere breuken op in haar rechteronderbeen. Ze moest een jaar revalideren en in 2018 liep haar contract af.
In oktober 2018 ging Nauta marathonschaatsen bij de nieuwe ploeg Schaatsdames.nl onder leiding van Klasina Seinstra.
In augustus 2019 stopte Nauta met langebaanschaatsen maar bleef wel marathons rijden.

## Persoonlijke records
| Afstand    | Tijd    | Datum            | Baan       |
| ---------- | ------- | ---------------- | ---------- |
| 500 meter  | 40,58   | 27 december 2014 | Heerenveen |
| 1000 meter | 1.18,96 | 25 oktober 2014  | Heerenveen |
| 1500 meter | 1.57,23 | 29 december 2013 | Heerenveen |
| 3000 meter | 4.02,56 | 9 februari 2017  | Gangneung  |
| 5000 meter | 6.57,59 | 23 maart 2014    | Heerenveen |

## Resultaten
| Jaar | NK Afstanden                 | NK Allround           | EK Allround          | WK Allround      | WK Afstanden | WK Junioren                                                | Olympische Spelen | Wereldbeker |
| ---- | ---------------------------- | --------------------- | -------------------- | ---------------- | ------------ | ---------------------------------------------------------- | ----------------- | ----------- |
| 2009 |                              | 9e (16e, 10e, 8e, 9e) |                      |                  |              | 7e 1000m · 1500m · 3000m · allround · achtervolging        |                   |             |
| 2010 | 9e 1500m 7e 3000m 6e 5000m   | 6e (12e, 5e, 12e, 5e) |                      |                  |              | 15e 1000m · 7e 1500m · 3000m · 9e allround · achtervolging |                   |             |
| 2011 | 13e 1500m 11e 3000m          | 5e · (14e, 5e, 5e, )  |                      |                  |              |                                                            |                   | 45e 3k/5k   |
| 2012 | 16e 1500m 15e 3000m 7e 5000m | 6e (13e, 4e, 6e, 5e)  |                      |                  |              |                                                            |                   |             |
| 2013 | 18e 1500m 14e 3000m 9e 5000m | 7e (12e, 8e, 7e, 6e)  |                      |                  |              |                                                            |                   |             |
| 2014 | 13e 1500m · 4e 3000m · 5000m | · ( 8e,, )            | · ( 16e,, )          | · ( 19e, , 5e, ) |              | 6e 5000m                                                   | 3k/5k             |             |
| 2015 | 14e 1500m 8e 3000m 4e 5000m  | 6e · (13e, , 7e, 5e)  |                      |                  |              |                                                            | 23e 3k/5k         |             |
| 2016 | 14e 1500m 8e 3000m 9e 5000m  | 6e · (12e, 5e, 6e, )  |                      |                  |              | 11e 3k/5k                                                  |                   |             |
| 2017 | 8e 1500m · 3000m · 4e 5000m  | · (9e, , )            | 4e · (13e, 5e, 4e, ) |                  | 5e 3000m     |                                                            |                   |             |
|      |                              |                       |                      |                  |              |                                                            |                   |             |
| 2019 | 11e 3000m                    |                       |                      |                  |              |                                                            |                   |             |

### Medaillespiegel
| Kampioenschap          | Goud | Zilver | Brons |
| ---------------------- | ---- | ------ | ----- |
| WK Junioren            | 2    | 3      |       |
| NK Afstanden           | 1    |        |       |
| NK Allround Klassement | 1    |        |       |
| NK Allround Afstanden  | 2    |        | 1     |
| EK Allround Klassement |      | 1      |       |
| EK Allround Afstanden  |      | 2      | 1     |
| WK Allround klassement |      |        | 1     |
| WK Allround afstanden  | 1    | 1      |       |

### Wereldbekerwedstrijden
| Seizoen   | 500m | 1000m | 1500m | 3k/5k            | Ploegenachtervolging |
| --------- | ---- | ----- | ----- | ---------------- | -------------------- |
| 2013/2014 |      |       |       | 6e, 11e, *, -, , |                      |

- = geen deelname
* = 5000m